# KS Azoty-Puławy
Maillots
Le KS Azoty-Pulawy est un club de handball, situé à Puławy en Pologne, évoluant en Superliga depuis 2005. Le club assiste régulièrement aux compétitions européennes notamment la Coupe EHF depuis 2018.

## Palmarès
Compétitions internationales
- Coupe Challenge
  - Demi-finaliste en 2013/2014
- Coupe de l'EHF
  - phase de poules en 2018, 2019

Compétitions nationales
- Championnat de Pologne
  - Troisième en 2015, 2016, 2017 et 2018
- Coupe de Pologne
  - Finaliste en  2018
  - Troisième en 2013, 2014

## Effectif actuel 2019-2020
| N° | Poste | Nom                | Date de naissance   | Taille | Arrivée | Club précédent     | Sélection   |
| -- | ----- | ------------------ | ------------------- | ------ | ------- | ------------------ | ----------- |
| 1  | GB    | Vadim Bogdanov     | 26/03/1986 (33 ans) | 1,97 m | 2014    | Dinamo Minsk       | Russie      |
| 16 | GB    | Wojciech Borucki   | 15/10/2001 (18 ans) | 1,96 m | 2017    | Formé au club      | -           |
| 81 | GB    | Valentyn Koshovy   | 05/02/1981 (39 ans) | 2,00 m | 2016    | HC Motor Zaporijia | Ukraine     |
| 15 | ALG   | Kacper Mchawrab    | 11/09/1999 (20 ans) | 1,76 m | 2019    | Formé au club      | -           |
| 44 | ALG   | Wojciech Gumiński  | 10/02/1989 (31 ans) | 1,90 m | 2017    | KPR Legionowo      | Pologne     |
| 98 | ALG   | Piotr Jarosiewicz  | 28/06/1998 (21 ans) | 1,79 m | 2017    | SMS Gdańsk         | Pologne     |
| 5  | ALD   | Andrii Akimenko    | 12/06/1994 (25 ans) | 1,88 m | 2019    | ZTR Zaporijia      | Ukraine     |
| 6  | ALD   | Michał Skwierawski | 01/03/1996 (24 ans) | 1,84 m | 2019    | Arka Gdynia        | -           |
| 88 | ALD   | Mateusz Seroka     | 24/12/1988 (31 ans) | 1,81 m | 2017    | MMTS Kwidzyn       | Pologne     |
| 10 | DC    | Aliaksandr Bachko  | 15/08/1989 (30 ans) | 1,89 m | 2019    | HC Mechkov Brest   | Biélorussie |
| 24 | DC    | Bartosz Kowalczyk  | 18/12/1996 (23 ans) | 1,91 m | 2015    | SMS Gdańsk         | Pologne     |
| 8  | ARG   | Antoni Łangowski   | 19/04/1990 (29 ans) | 1,96 m | 2019    | Gwardia Opole      | Pologne     |
| 9  | ARG   | Paweł Podsiadło    | 29/03/1986 (33 ans) | 1,99 m | 2017    | USAM Nîmes Gard    | Pologne     |
| 17 | ARG   | Kacper Adamczuk    | 25/02/1997 (23 ans) | 1,97 m | 2014    | Formé au club      | -           |
| 11 | ARD   | Rafał Przybylski   | 19/02/1991 (29 ans) | 2,00 m | 2019    | Fenix Toulouse     | Pologne     |
| 18 | ARD   | Michał Szyba       | 18/03/1988 (32 ans) | 1,96 m | 2019    | Cesson Rennes MHB  | Pologne     |
| 19 | PVT   | Łukasz Rogulski    | 10/96/1993 (26 ans) | 1,93 m | 2018    | Wybrzeże Gdańsk    | Pologne     |
| 20 | PVT   | Paweł Grzelak      | 26/11/1987 (32 ans) | 2,02 m | 2005    | Formé au club      | Pologne     |
| 33 | PVT   | Dawid Dawydzik     | 07/12/1994 (25 ans) | 2,00 m | 2019    | Zagłębie Lubin     | Pologne     |

## Personnalités liées au club
- Vadim Bogdanov : joueur depuis 2014
- Bartosz Jurecki : joueur de 2016 à 2018
- Mateusz Kus : joueur de 2007 à 2015
- Marko Panić : joueur de 2017 à 2019
- Paweł Podsiadło : joueur depuis 2017
- Rafał Przybylski : joueur de 2012 à 2017 et depuis 2019
- Jan Sobol : joueur de 2013 à 2017
- Michał Szyba : joueur depuis 2019